# Sverre Lunde Pedersen
Sverre Lunde Pedersen (Bergen, 17 juli 1992) is een Noorse langebaanschaatser. Hij heeft geen voorkeur voor een bepaalde afstand en kan zodoende als allrounder beschouwd worden. Hij werd in 2011 en 2012 wereldkampioen bij de junioren. Hij is verder in bezit van het baanrecord 500 meter in Heerenveen bij de junioren. Pedersen is lid van ijsclub Fana Idrettslag in Bergen en woont in Osøyro. Pedersen maakt deel uit van de nationale selectie waar hij wordt getraind door Sondre Skarli en Edel Therese Høiseth.

## Biografie

### Seizoen 2007-2008
In dit seizoen mocht Pedersen voor de eerste maal meedoen met de Noorse senioren afstandskampioenschappen. Hoewel hij nog junior was werd door bondscoach Peter Mueller een uitzondering voor hem gemaakt. Hij haalde op de 1000 en 1500 meter respectievelijk een 16e en een 19e plaats.

### Seizoen 2008-2009
Bij de Noorse nationale senioren afstandskampioenschappen in november 2008 reikte hij tot een 11e plaats op de 500 meter. Hij reed daarbij een persoonlijk record en finishte in 38,03. Op de 1500 haalde hij bij dezelfde kampioenschappen een 9e plaats in eveneens PR van 1.52,10. Op de afsluitende 5000 meter werd hij dertiende. Op het Noors allroundkampioenschap werd hij 8e.
Later dat jaar deed hij ook mee aan het WK voor junioren waar hij verschillende top tien plaatsen behaalde en zesde werd in het totaalklassement. Tijdens de eerste editie van de wereldbeker junioren werd hij twee keer tweede in het eindklassement, zowel op de 1500 meter, als op de 3000/5000 meter.

### Seizoen 2009-2010
Op 14 november 2009 maakte Pedersen zijn Worldcup debuut in Thialf als vervanger van de door griep gevelde Eskil Ervik. Op de 5000 m schaatste hij in de B-groep een persoonlijk record van 6.40,47, goed genoeg voor de zestiende plaats. De volgende dag schaatste hij samen met Håvard Bøkko en Henrik Christiansen naar een tijd op het onderdeel ploegenachtervolging: 3.45,74. Hiermee werd Noorwegen vierde.

### Seizoen 2010-2011
Pedersen won het WK allround voor Junioren in de categorie jongens. Die vonden plaats van 25 tot en met 27 februari op de onoverdekte kunstijsbaan Jääurheilukeskus in Seinäjoki, Finland. Hij werd in dat seizoen ook nog zesde in het het eindklassement tijdens het EK allround langebaanschaatsen bij de mannen.

### Seizoen 2017-2018 en 2018-2019
Op de Olympische Winterspelen van 2018 in Gangneung won Pedersen een bronzen medaille op de 5000 meter en een gouden medaille met de Noorse ploeg op de ploegenachtervolging.
In maart 2018 schreef hij tijdens het WK allround in het Olympisch Stadion van Amsterdam de 1500 meter en de 5000 meter op zijn naam. Voorafgaand aan de afsluitende 10 kilometer had hij hierdoor een comfortabele voorsprong op zijn Nederlandse concurrenten Sven Kramer en Patrick Roest. Door een val op de 10 kilometer verloor Pedersen het toernooi echter alsnog; hij eindigde in het eindklassement op de tweede plaats, achter wereldkampioen Roest. Bij het WK in 2019 eindigde hij in Calgary wederom als tweede achter Roest, maar wel in een nationaal puntenrecord van 146.075.

### Privé
Pedersen is getrouwd en is vader van een zoon.

## Records

### Persoonlijke records
| Afstand      | Tijd     | Datum            | Baan           |
| ------------ | -------- | ---------------- | -------------- |
| 500 meter    | 35,85    | 2 maart 2019     | Calgary        |
| 1000 meter   | 1.09,31  | 14 november 2015 | Calgary        |
| 1500 meter   | 1.43,08  | 20 november 2015 | Salt Lake City |
| 3000 meter   | 3.34,66  | 7 november 2015  | Calgary        |
| 5000 meter   | 6.07,16  | 7 februari 2019  | Inzell         |
| 10.000 meter | 12.56,91 | 3 maart 2019     | Calgary        |

### Wereldrecords
| Nr.  | Afstand                  | Tijd       | Datum            | Baan         |
| ---- | ------------------------ | ---------- | ---------------- | ------------ |
| jr1. | Achtervolging (junioren) | *3.50,02   | 14 maart 2010    | Moskou       |
| jr2. | Achtervolging (junioren) | **3.47,45  | 20 november 2011 | Tsjeljabinsk |
| 1.   | Achtervolging            | ***3.34,22 | 5 januari 2024   | Heerenveen   |

|  | = huidig wereldrecord |

* samen met Håvard Holmefjord Lorentzen en Simen Spieler Nilsen
** samen met Kristian Reistad Fredriksen en Håvard Holmefjord Lorentzen
*** samen met Sander Eitrem en Peder Kongshaug

## Resultaten
| Jaar | NK Afstanden                               | NK Allround          | EK Allround           | WK Allround             | WK Afstanden                           | Olympische Spelen                                 | Wereldbeker                                                    | WK Junioren                          |
| ---- | ------------------------------------------ | -------------------- | --------------------- | ----------------------- | -------------------------------------- | ------------------------------------------------- | -------------------------------------------------------------- | ------------------------------------ |
| 2008 | 16e 1000m 19e 1500m                        |                      |                       |                         |                                        |                                                   |                                                                | Nc41 (37e, 27e, 42e, -)              |
| 2009 | 11e 500m 9e 1500m 13e 5000m                | 8e (7e, 8e, 6e, 10e) |                       |                         |                                        |                                                   | 6e (16e, 5e, 10e, 5e) 5e Achtervolging                         |                                      |
| 2010 |                                            |                      |                       |                         |                                        |                                                   | Achtervolging                                                  | 4e · (15e, , 4e, 4e) · Achtervolging |
| 2011 | 500m · 1500m · 5000m · 4e 10.000m          | · (, , 4e)           | 6e (10e, 7e, 8e, 6e)  | NC14 (15e, 22e, 14e, -) | 15e 1500m 5e Achtervolging             |                                                   | 24e 5k/10k · Achtervolging                                     | · (5e, , ) · Achtervolging           |
| 2012 | 27e 500m · 1500m · 5000m · 5e 10000m       | DQ1 · (DQ, , , -)    | 7e · (17e, 10e, , 8e) | 8e (11e, 7e, 5e, 7e)    | 15e 1500m 17e 5000m 5e Achtervolging   | 15e 1500m 17e 5/10 km 8e Achtervolging            | · (15e, , ) · Achtervolging                                    |                                      |
| 2013 | 1000m · 1500m                              | · (, )               | 4e · (9e, , , 6e)     | 4e (7e, 4e, 8e, 4e)     | 5e 1500m 7e 5000m 5e Achtervolging     | 8e 1500m 6e 5/10 km 4e Achtervolging              |                                                                |                                      |
| 2014 | 11e 500m · 1000m · 1500m · 5000m · 10.000m | NS3 · (, , NS)       | 5e (9e, 5e, 4e, 4e)   | 4e (10e, 5e, 4e, 5e)    |                                        | 8e 1500m 5e 5000m 5e Achtervolging                | 6e 1500m · 4e 5/10 km · Achtervolging                          |                                      |
| 2015 | 1000m · 1500m · 5000m                      |                      | 4e · (9e, , 4e, )     | · (4e, , , 4e)          | 11e 1500m 11e 5000m 4e 10.000m         |                                                   | 34e 1000m · 1500m · 5/10 km · 7e Massastart · 7e Achtervolging |                                      |
| 2016 | 1000m · 1500m · 5000m                      | · (, )               |                       | · (12e, , )             | 5000m · 14e Massastart · Achtervolging | 49e 1000m · 5e 1500m · 5k/10k · 26e massastart    |                                                                |                                      |
| 2017 | 1000m · 1500m · 5000m                      | · (, )               | 4e · (6e, , 6e, 6e)   | 4e (10e, 7e, 4e, 6e)    | 14e 1500m · 6e 5000m · achtervolging   | 4e 1500m 14e 5k/10k                               |                                                                |                                      |
| 2018 | 1000m · 1500m · 5000m · 10000m             |                      |                       | · (5e, , , 5e)          |                                        | 9e 1500m · 5000m · HF9 massastart · Achtervolging | 1500m · 5k/10k                                                 |                                      |
| 2019 | 1000m · 1500m · 5000m                      | · (, )               | · (, , 4e)            | · (, )                  | 1500m · 5000m · achtervolging          |                                                   | 9e 1500m · 5k/10k                                              |                                      |
| 2020 |                                            |                      |                       | · (5e, , , 7e)          | 10e 1500m 4e 5000m 7e achtervolging    | 23e 1500m 22e 5k/10k                              |                                                                |                                      |
| 2021 | 1500m · 5000m · 10000m                     | · (, )               | · (, 7e, , 8e)        |                         | 9e 1500m 17e 5000m 4e achtervolging    | 6e 1500m 17e 5k/10k                               |                                                                |                                      |
| 2022 |                                            |                      |                       |                         |                                        | Achtervolging                                     | 31e 5k/10k                                                     |                                      |
| 2023 | 4e 1500m 4e 5000m                          | NS4 · (4e, , , -)    |                       |                         | 7e 5000m · achtervolging               |                                                   | 28e 5k/10k                                                     |                                      |
| 2024 | 6e 1500m · 5000m                           | · (7e, , )           |                       | 7e (8e, 6e, 4e, 8e)     | achtervolging                          | 39e 1500m 6e 5k/10k                               |                                                                |                                      |

HF9 = 9e in halve finale
2006: Anesi/Donagrandi/Fabris/Sanfratello ·
2010: Morrison/Giroux/Makowsky ·
2014: Blokhuijsen/Kramer/Verweij ·
2018: Bøkko/Henriksen/Nilsen/Pedersen ·
2022: Engebråten/Kongshaug/Pedersen